# Блињи (Об)
Блињи (фр. Bligny) насеље је и општина у североисточној Француској у региону Шампањ-Арден, у департману Об која припада префектури Бар сир Об.
По подацима из 2011. године у општини је живело 194 становника, а густина насељености је износила 8,53 становника/km². Општина се простире на површини од 22,74 km². Налази се на средњој надморској висини од 242 метара.

## Демографија
| 1962. | 1968. | 1975. | 1982. | 1990. | 1999. | 2011. |
| ----- | ----- | ----- | ----- | ----- | ----- | ----- |
| 144   | 177   | 174   | 193   | 204   | 208   | 194   |

График промене броја становника у току последњих година